# 森田浩司
森田浩司（もりた こうじ、1968年9月27日 - ）は、愛知県出身の音楽家である。

## 来歴
CBS・ソニー主催のSDオーディションに合格し、1990年10月21日に同社からシングル「CHEEK TIME TOMORROW」でデビュー（プロデュースは鳥山雄司）。11月21日には1stアルバム「ARTY」をリリース。ソウルテイストの強いサウンドが音楽業界内で高い評価を受ける。
1991年4月、ソニーのカセットテープの新レーベル「X」のイメージキャラクターとしてCMに出演、キャンペーンソング「愛のX」を歌う（楽曲はベートーベンピアノソナタ第8番『悲愴』に日本語詞を乗せたものだった）。4月に集中スポット放映され、歌う森田をアップで映したインパクトの強い映像に問合せが殺到するが、制作部間の連携がうまくとれず（営業サイドの案件であり制作サイドが難色を示したため）、シングル「愛のX」がリリースされたのはCM終了2ヶ月後の6月1日であった。結果的にプロモーションとしては失敗となり、同年8月1日にリリースされた2ndアルバム「Heart Touch」もセールス的に振るわなかった。11月21日にはクリスマスソング「左目にKISS!」をリリース。セールス不振を危惧したプロデューサー・鳥山雄司によりキャッチーな仕上りとなったが、森田の音楽的志向とは外れ、またセールスも向上しなかったため、森田は次作をセルフプロデュースすることを決意する。
1992年3月25日にシングル「紺色の時」、翌月4月23日にはアルバム「23KM」をリリース。森田の希望通りセルフプロデュースとなったが、前作と同じコンセプト「ノージャンル」を推し進めたアルバムは個々の楽曲のクオリティは高いものの、スタッフからは「どんな音楽がやりたいのかわからない」との指摘を受けることとなり、森田とスタッフとの間にしこりを残す結果となった。次期契約についてレコード会社と折衝するが決裂、音楽シーンから消え去ることとなる（以上の経緯からか、ソニー・ミュージック公式サイトのSDオーディション出身アーティストの項目に森田は掲載されていない）。
その後、夜警やパチンコ店店員等の職業を転々とするも、やはり音楽への未練は断ち切れず自宅録音で楽曲を制作し、原宿RUIDO（当時）等でライブ活動を再開する。同郷の五島良子と再会し、五島のアルバムに編曲・コーラスとして参加。五島の所属するポリスターのディレクターに評価され、再デビューが決定。
1998年3月1日、6年ぶりとなるマキシシングル「fruit(s)～欲望のフルーツ」リリース。作風は以前よりもハードなサウンドになり、歌詞は頽廃的な近代文学の影響を強く受けたものとなっていた。6月1日にはアルバム「饒舌のゆくえ」をリリース。
1999年以降は自作のリリースはないものの、五島のアルバムに参加しつつ、森川美穂や反町隆史らに楽曲提供を行う。
2000年に石岡美紀とのユニット「nana」を結成（後にギターの太田貴史が加入）。フラメンコとポップスの融合を目指した「フラメンコ・ポップス」を標榜し、同年11月21日デビューアルバム「PASION DE JAPON」をインディーズよりリリース、野外ライブを中心に活動を行う。また、並行して劇団「海千山千」の劇伴音楽の製作も手がける。
2003年11月、nanaを脱退（nanaの公式ページからは森田在籍の事実が抹消されている）。
その後は目立った活動は見られないが、2006年に女性シンガー宮川愛への楽曲提供・アレンジャーとして久々にメジャーシーンに復帰している。

## ディスコグラフィー

### シングル
- CHEEK TIME TOMORROW（1990年10月21日）
- 愛のX（1991年6月1日）
- 左目にKISS!（1991年11月21日）
- 紺色の時（1992年3月25日）
- fruit(s)～欲望のフルーツ（1998年3月1日、マキシ）

### アルバム
- ARTY（1990年11月21日）
- Heart Touch（1991年8月1日）
- 23KM（1992年4月23日）
- 饒舌のゆくえ（1998年6月1日）

### nana
- PASION DE JAPON（2000年11月21日）

## 楽曲提供・編曲等
- 五島良子 - 「女の子はやめた（編曲・コーラス）」「名もないピアス（編曲・コーラス）」「裸身で跳る（編曲）」「Short Cut（編曲）」「First Light（編曲）」「Love Drive（作詞・作曲・編曲・コーラス）」「豹柄とPink（編曲）」「あしたの降るとき（作詞・作曲・編曲・コーラス）」「Angel（編曲・コーラス）」「メリーゴーランド（編曲・コーラス）」
- 森川美穂 - 「answer（作曲）」「leave（作曲・編曲）」
- 反町隆史 - 「BREAK DOWN THE WALL」
- 宮川愛 - 「That’s my love（編曲） 」「Think of U（作曲・編曲）」「明日が来るまで（編曲）」「OVERJOYED（編曲）」